# اسپنسر کامپتون ویلمینگتون
اسپنسر کامپتون ویلمینگتون (انگلیسی: Spencer Compton, 1st Earl of Wilmington؛ ح 1673 – ۲ ژوئیهٔ ۱۷۴۳) یک سیاست‌مدار اهل بریتانیا و نخست‌وزیر آن کشور بود.